# 费利克斯·福尔
费利克斯·弗朗索瓦·福尔（法語：Félix François Faure，法語發音：[feliks fʁɑ̃swa fɔʁ]，1841年1月30日—1899年2月16日）是法蘭西第三共和国第六任總統（1895～1899）。1895年在意料之外當選法國總統，使左派人士大挫。

## 共濟會
费利克斯·福尔於1865年10月25日在法兰西大东方社加入共濟會。

## 逝世

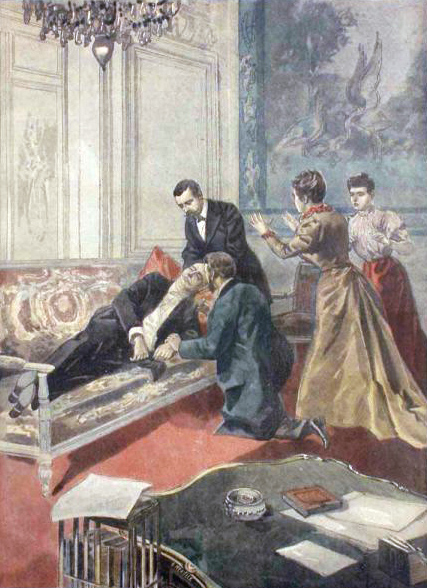
福爾之死，由《小日報》作插圖

1899年2月16日，福爾在愛麗舍宮與30歲的情婦瑪格麗特·施泰因海爾在他的辦公室進行性愛活動時，因內出血猝死；相傳有關性活動是口交。